# Sent Partèm
Sent Partèm (en francès Saint-Parthem) és un municipi francès situat al departament de l'Avairon i a la regió d'Occitània.

## Demografia
| 1962                                       | 1968 | 1975 | 1982 | 1990 | 1999 | 2006 |
| ------------------------------------------ | ---- | ---- | ---- | ---- | ---- | ---- |
| 517                                        | 569  | 540  | 515  | 466  | 445  | 444  |
| Des de 1962: població sense dobles comptes |      |      |      |      |      |      |

## Administració
| Període   | Identitat          | Partit |
| --------- | ------------------ | ------ |
| 2001-2008 | Raymond Molenat    |        |
| 2008-     | Jean-Michel Reynes |        |